# Участок № 16
Уча́сток № 16 — посёлок в Таловском районе Воронежской области.
Входит в состав Шанинского сельского поселения.

## Население
| 2010 |
| ---- |
| 49   |

## Улицы
В посёлке имеется одна улица — Родниковая.